# Ла-Грейндж (Техас)
Ла-Грейндж (англ. La Grange) — місто (англ. city) в США, в окрузі Файєтт штату Техас. Населення — 4391 особа (2020).

## Географія
Ла-Грейндж розташована за координатами 29°54′45″ пн. ш. 96°52′35″ зх. д. / 29.91250° пн. ш. 96.87639° зх. д. (29.912609, -96.876296).  За даними Бюро перепису населення США в 2010 році місто мало площу 10,74 км², з яких 10,71 км² — суходіл та 0,03 км² — водойми.

### Клімат
| Клімат : Ла-Грейндж     | Клімат : Ла-Грейндж | Клімат : Ла-Грейндж | Клімат : Ла-Грейндж | Клімат : Ла-Грейндж | Клімат : Ла-Грейндж | Клімат : Ла-Грейндж | Клімат : Ла-Грейндж | Клімат : Ла-Грейндж | Клімат : Ла-Грейндж | Клімат : Ла-Грейндж | Клімат : Ла-Грейндж | Клімат : Ла-Грейндж | Клімат : Ла-Грейндж |
| Показник                | Січ.                | Лют.                | Бер.                | Квіт.               | Трав.               | Черв.               | Лип.                | Серп.               | Вер.                | Жовт.               | Лист.               | Груд.               | Рік                 |
| Абсолютний максимум, °C | 34,4                | 37,8                | 40,0                | 37,8                | 41,1                | 41,7                | 43,3                | 43,3                | 43,3                | 38,9                | 36,1                | 33,3                | 43,3                |
| Середній максимум, °C   | 18,3                | 19,4                | 22,8                | 25,6                | 28,9                | 33,3                | 37,8                | 36,1                | 32,8                | 27,8                | 23,3                | 16,7                | 26,9                |
| Середній мінімум, °C    | 5,6                 | 9,4                 | 11,1                | 15,0                | 22,8                | 26,7                | 27,8                | 28,3                | 23,9                | 20,0                | 13,3                | 6,7                 | 17,6                |
| Абсолютний мінімум, °C  | −17,8               | −12,2               | −9,4                | 0,6                 | 5,6                 | 11,1                | 15,0                | 15,6                | 5,0                 | −2,8                | −7,2                | −17,8               | −16,1               |
| Норма опадів, мм        | 70                  | 60                  | 64                  | 74                  | 151                 | 113                 | 33                  | 61                  | 97                  | 107                 | 79                  | 66                  | 980                 |
| ----------------------- | ------------------- | ------------------- | ------------------- | ------------------- | ------------------- | ------------------- | ------------------- | ------------------- | ------------------- | ------------------- | ------------------- | ------------------- | ------------------- |
| Джерело: Weatherbase    |                     |                     |                     |                     |                     |                     |                     |                     |                     |                     |                     |                     |                     |

## Демографія
Згідно з переписом 2010 року, у місті мешкала 4641 особа в 1854 домогосподарствах у складі 1221 родини. Густота населення становила 432 особи/км².  Було 2182 помешкання (203/км²).
Расовий склад населення:
| - 73,5 % — білих - 9,5 % — чорних або афроамериканців - 1,2 % — корінних американців - 0,5 % — азіатів - 0,1 % — вихідців з тихоокеанських островів - 12,8 % — осіб інших рас |

До двох чи більше рас належало 2,3 %. Частка іспаномовних становила 31,1 % від усіх жителів.
За віковим діапазоном населення розподілялося таким чином: 25,6 % — особи молодші 18 років, 56,2 % — особи у віці 18—64 років, 18,2 % — особи у віці 65 років та старші. Медіана віку мешканця становила 37,2 року. На 100 осіб жіночої статі у місті припадало 91,9 чоловіків;  на 100 жінок у віці від 18 років та старших — 90,1 чоловіків також старших 18 років.
Середній дохід на одне домашнє господарство  становив 54 137 доларів США (медіана — 41 757), а середній дохід на одну сім'ю — 66 468 доларів (медіана — 54 875). Медіана доходів становила 37 670 доларів для чоловіків та 25 125 доларів для жінок. За межею бідності перебувало 24,5 % осіб, у тому числі 40,2 % дітей у віці до 18 років та 14,2 % осіб у віці 65 років та старших.
Цивільне працевлаштоване населення становило 1894 особи. Основні галузі зайнятості: освіта, охорона здоров'я та соціальна допомога — 23,7 %, транспорт — 11,4 %, будівництво — 10,9 %.